# Ufoja
Ufoja è l'album di debutto della cantante finlandese Vilma Alina, pubblicato il 26 febbraio 2016 su etichetta discografica Universal Music Finland.

## Tracce
1. Ufoja – 3:55 (Vilma Alina Lähteenmäki, Ilkka Wirtanen)
2. Tulevaisuuden lupauksii – 3:47 (Vilma Alina Lähteenmäki, Ilkka Wirtanen)
3. Akat – 3:23 (Vilma Alina Lähteenmäki, Ilkka Wirtanen)
4. Ota mut niin – 3:11 (Vilma Alina Lähteenmäki, Ilkka Wirtanen)
5. Joku muu – 4:15 (Vilma Alina Lähteenmäki, Ilkka Wirtanen)
6. Ajan pois – 3:42 (Vilma Alina Lähteenmäki, Ilkka Wirtanen)
7. Hullut asuu Kallios – 3:58 (Vilma Alina Lähteenmäki, Ilkka Wirtanen)
8. Juha88 (feat. Teflon Brothers) – 3:21 (Vilma Alina Lähteenmäki, Ilkka Wirtanen, Mikko Kuoppala, Heikki Kuula, Jani Tuohimaa)
9. Läähätän – 3:28 (Vilma Alina Lähteenmäki, Ilkka Wirtanen, Saara Törmä)
10. Älä jahtaa lentokoneita – 3:46 (Vilma Alina Lähteenmäki, Ilkka Wirtanen)

## Classifiche
| Classifica (2016) | Posizione massima |
| ----------------- | ----------------- |
| Finlandia         | 20                |